# Abisara xenodice
Abisara xenodice är en fjärilsart som beskrevs av Jacob Hübner 1816. Abisara xenodice ingår i släktet Abisara och familjen Riodinidae. Inga underarter finns listade i Catalogue of Life.